# فيليم الصامت
فيليم الأول (بالهولندية:Willem van Oranje فيليم فان أوراني) (24 أبريل 1533-10 يوليو 1584) ويُدعى فيليم الصامت (بالهولندية: Willem de Zwijger فيليم دي زفايخر) أو ويليام أمير أوراني، وكان القائد الرئيسي للثورة الهولندية ضد الإسبان التي أنهت حرب الثمانين عامًا، وأدت إلى الاستقلال الرسمي لجمهورية هولندا عام 1648م. وهو سليل بيت عائلة ناساو، ووُلد حاملاً لقب كونت ولاية ناساو ديليمورخ، وفي عام 1544م تولى إمارة أورنج وبهذا أصبح كبير بيت آل ناسو البرتقاليين، ومؤسس الملكية في هولندا
كان ويليام ثريًا من طبقة النبلاء، وكان سادة هولندا الإسبان ناولوه سلطة الحكم في البلد بعدما أمضى مدة يعمل في بلاط مارجريت من بارما حاكمة هولندا الإسبانية لكنه ما لبث أن ضاق ذرعا بنفوذ النبلاء الإسبان الأمر الذي يعني انفلات القوة السياسية من بين يديه وكذلك الاضطهاد الديني للبروستانت على يد عائلة هابسبورغ شديدي التعصب للكاثوليكية فانضم إثر ذاك للصحوة الهولندية، وبدأ كفاحاً لبث 8 سنوات ضد ساداته الأولين حتى اضطر الملك الإسباني سنة 1580م أن يُعلن أنه خارج عن القانون، مما أدى إلى اغتياله على يد بالتهازر خيرارد بعد ذلك بأربع سنوات وذلك في مدينة دلفت.

## النشأة وتعليمه
وُلد ويليام الصامت في 24 أبريل 1533 في قلعة ديلنبورغ في مقاطعة ناساو- ديلنبورغ وقتها، في الإمبراطورية الرومانية المقدسة (هسن، ألمانيا الآن). كان الابن الأكبر لويليام الأول، كونت ناساو من زوجته الثانية جوليانا من ستولبرغ-فيرنيجرود. كان لوالد ويليام ابنةٌ واحدةٌ على قيد الحياة من زواجه السابق، وكان لوالدته أربعة أطفال على قيد الحياة من زواجها السابق. أنجب والداه 12 طفلًا سويةً، وكان ويليام أكبرهم سنًا؛ وكان له أربعة أشقاء وسبعة شقيقات أصغر منه سنًا. وكانت عائلته ملتزمةً دينيًا ونشأ ويليام لوثريًا.
في عام 1544، توفي ابن العم الأول لويليام، رينيه من شالون، أمير أورانيا دون أطفال. في شهادته، عيَّن رينيه من شالون ويليام وريثًا لجميع أملاكه وألقابه، ومن ضمنها لقب أمير أورانيا، تحت شرط أن يتعلَّم تعليمًا رومانيًا كاثوليكيًا. وقَبِل والد ويليام بهذا الشرط نيابةً عن ابنه ذو الأحد عشر عامًا، وكان هذا أساس عائلة أوراني-ناساو. وإلى جانب إمارة أورانيا (الواقعة في فرنسا حاليًا) والأراضي المهمة في ألمانيا، ورث ويليام أيضًا أراضٍ شاسعة في البلدان المنخفضة (هولندا وبلجيكا حاليًا) من ابن عمه. وبسبب سنه الصغير، كان الإمبراطور كارلوس الخامس المُسيطر على هذه الممتلكات، وعمل وصيًا إلى أن أصبح عمر ويليام يؤهله ليحكمها بنفسه.
أُرسل ويليام إلى هولندا ليتلقى التعليم الروماني الكاثوليكي المطلوب، في البداية في منزل العائلة في بريدا ولاحقًا في بروكسل، وتحت إشراف ماري من المجر، حاكمة هولندا الهابسبورغية (الأقاليم السبعة عشر). في بروكسل، تعلم اللغات الأجنبية وتلقى تعليمًا دبلوماسيًا وعسكريًا تحت توجيه شامباني (جيروم بيرينوت)، شقيق جرانفيل.
في 6 يوليو 1551، تزوج ويليام من آنا فان إيجموند أون إي بورين، ابنة ووريثة ماكسيميليان فان إيجموند، من النبلاء الهولنديين المهمين. توفي والد آنا عام 1548، وأصبح ويليام بذلك لوردًا لإيجموند وكونتًا على بورين في يوم زفافه. كان الزواج سعيدًا ونتج عنه ثلاثة أطفال، توفي أحدهم في فترة الرضاعة. توفيت آنا في 24 مارس 1558، عن عمر الخماسة والعشرين، تاركةً ويليام شديد الحزن.

## حياته المهنية

### المفضل لدى العائلة الامبراطورية
لكونه وصيًا على تشارلز الخامس ولتلقيه تعليمه تحت إرشاد شقيقة الإمبراطور ماري، نال ويليام اهتمام العائلة الامبراطورية وأصبح المفضل لديهم. عُيِّن نقيبًا في سلاح الفرسان عام 1551 وحصل على ترقية سريعة بعدها، وأصبح آمر أحد جيوش الإمبراطور في الثانية والعشرين من عمره. وفي عام 1555، أرسله تشارلز الخامس إلى بايون مع جيشٍ للاستيلاء على المدينة التي كانت تحت حصار فرنسي. أصبح ويليام كذلك عضوًا في مجلس الدولة، وهو أعلى المجالس الاستتشارية السياسية في هولندا. وفي نوفمبر من نفس السنة (1555) اتكأ الإمبراطور تشارلز الخامس المصاب بداء النقرس على كتف ويليام خلال الاحتفال عندما تنازل عن ممتلكاته الإسبانية لابنه، فيليب الثاني ملك إسبانيا.
وفي عام 1559، عيَّن فيليب ويليام ستاتهاودرًا لأقاليم هولندا، و زيلند، و أوترخت، وزاد من سلطته السياسية بذلك بشكل كبير. وتبعها بحكم فرانش كونته عام 1561.

### من رجل سياسة إلى رجل ثورة
بالرغم من أنه لم يعارض الملك الإسباني مباشرةً أبدًا، أصبح ويليام بفترةٍ قصيرةٍ واحدًا من أبرز أعضاء المعارضة في مجلس الدولة، إلى جانب كونت هورن فيليب دي مونتمورنسي، ولامورال كونت إيجموند. كانوا يبحثون عن المزيد من السلطة السياسية لأنفسهم بشكل رئيسي ضد حكومة الأمر الواقع للكونت بيرليمونت، وجرانفيل وفجيليس من آيتا، ولكن أيضًا للطبقة النبيلة الهولندية، وللمقاطعات بشكل ظاهري، واشتكوا من وجود العديد من الإسبان المشاركين في حكم هولندا. لم يكن ويليام راضيًا كذلك عن الاضطهاد المتزايد للبروتستانت في هولندا. ونشأ ويليام لوثريًا وكاثوليكيًا لاحقًا، ولم يكن ويليام متدينًا أبدًا ولكنه كان لا يزال مؤيدًا للحرية الدينية لجميع الناس. زاد نشاط محاكم التفتيش في هولندا، والموجهة من قبل الكاردينال جرانفيل، رئيس وزراء الحاكمة الجديدة مارغريت دوقة براما (1522-1583، الأخت غير الشقيقة الطبيعية لفيليب الثاني) من المعارضة للحكم الإسباني بين الأغلبية الكاثوليكية من السكان حينها في هولندا. وأخيرًا، أرادت المعارضة أن ترى نهايةً لوجود القوات الإسبانية.

## معرض صور

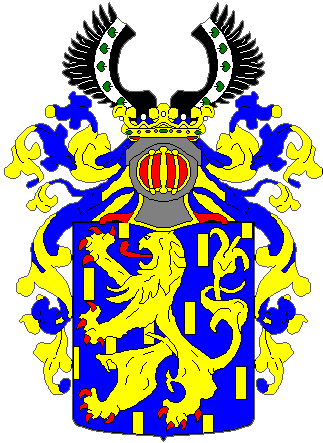
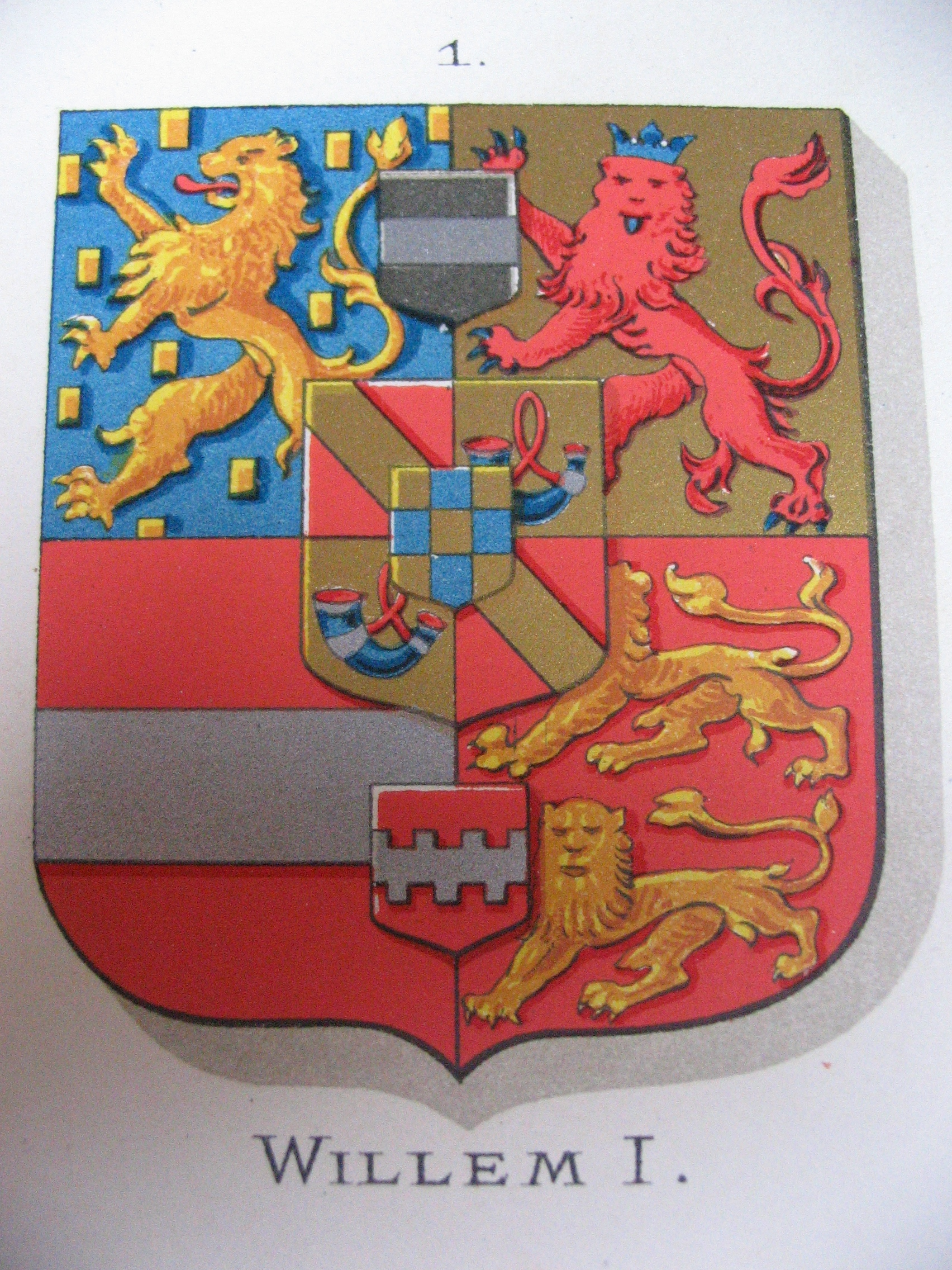

## روابط خارجية
- ويليام الصامت على موقع الموسوعة البريطانية (الإنجليزية)